# Hattstatt
Hattstatt là một xã ở tỉnh Haut-Rhin trong vùng Grand Est ở đông bắc Pháp. Xã này có diện tích 5,98 km², dân số năm 1999 là 870 người. Khu vực này có độ cao 200 mét trên mực nước biển.